# تروان
تروان هي بلدية فرنسية في إقليم كوت دور في شرق فرنسا.